# Maysa
Maysa Figueira Monjardim, o Maysa Matarazzo (Río de Janeiro, 6 de junio de 1936 - Niterói, 22 de enero de 1977), fue una cantante, compositora y actriz brasileña. Con más de 25 álbumes de música popular brasileña fue el puente histórico entre el samba-canción y la bossa nova.

## Biografía
Maysa nació en el seno de una familia tradicional del Espírito Santo que vivía en la ciudad de São Paulo y se mudó a Río de Janeiro. Según algunas fuentes, habría nacido en São Paulo, y según otras, en Río. Era nieta del Barón de Monjardim, que había sido cinco veces presidente de la provincia de Espíritu Santo.
En 1947, la familia se radicó en Bauru, al interior del estado paulista, hasta que regresaran a São Paulo. Estudió en el tradicional colegio paulista Assunção y en el Sacré-Cœur de Marie, en São Paulo. Pasaba sus vacaciones en Vitória (estado de Espírito Santo), donde se reencontraba con sus tíos y primos.
En 1953, a los 17, se casó con el empresario André Matarazzo, a su vez 17 años mayor que ella, amigo de sus padres y miembro de una acomodada familia ítalo-brasileira, de cuya unión nació su hijo Jayme Monjardim Matarazzo, quien se convertiría en director de cine.

## Carrera

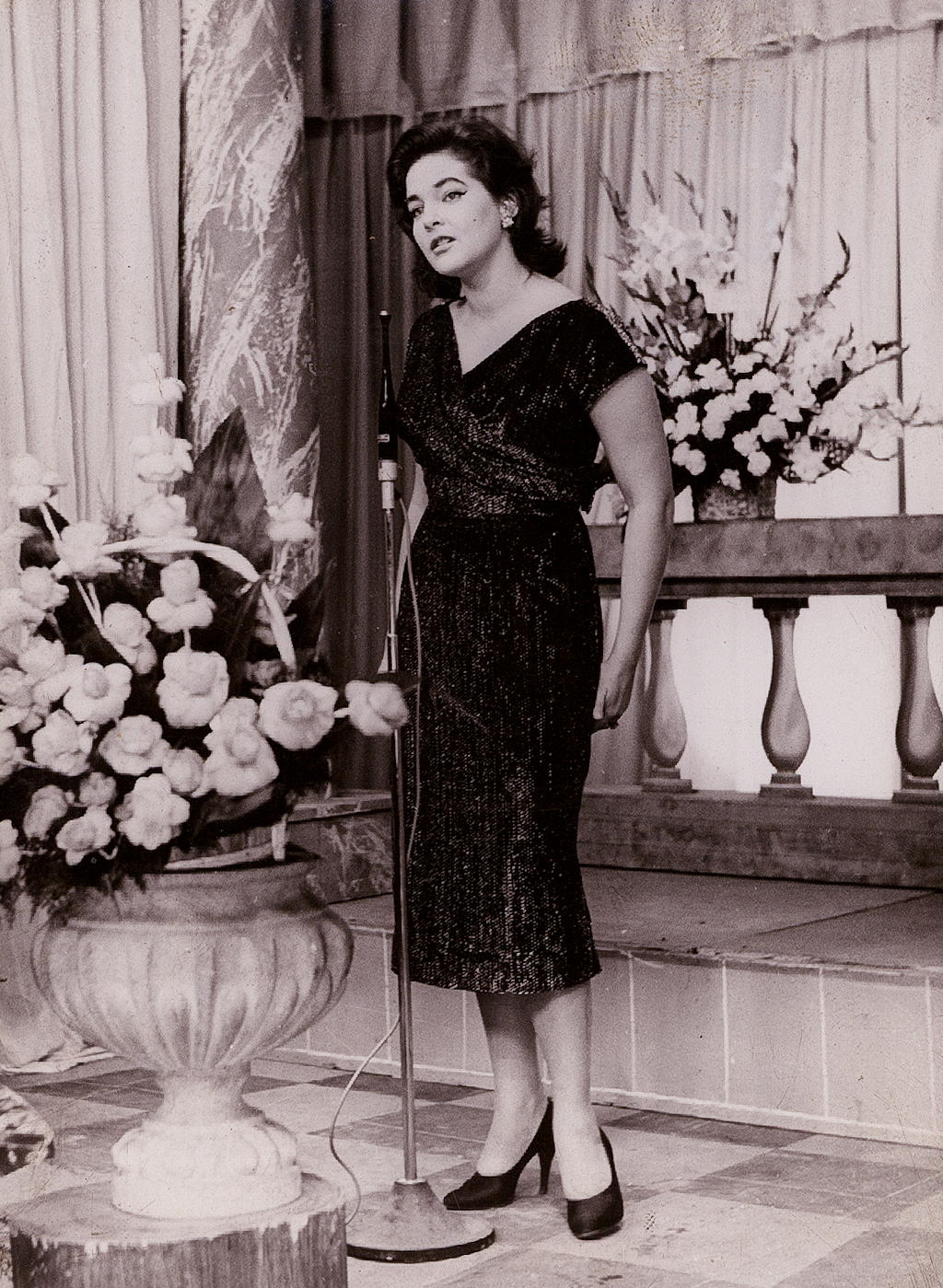
Maysa, 1956.

### Años cincuenta: los inicios
En 1956, durante una reunión familiar, fue invitada por el productor Roberto Côrte-Real a grabar un disco. El álbum se tituló Convite para ouvir Maysa (Invitación para oír a Maysa) integrado por canciones propias. Tuvo un éxito considerable y fue difundido en las radios paulistas y cariocas. 
Poco a poco, su carrera fue tomando un carácter profesional, que afectó la relación con su marido y la llevó al divorcio. 
En 1957, grabó su segundo disco, Maysa, mientras que su tema Ouça, se volvía un éxito estruendoso. Fue contratada por el canal TV Record.
Como su esposo se oponía a su carrera, decidió divorciarse. Tuvo varias relaciones amorosas, con el compositor Ronaldo Bôscoli, el empresario español Miguel Azanza, el actor Carlos Alberto (1925-2007) y el maestro Julio Medaglia, entre otros.
En 1958, se mudó a Río de Janeiro, por entonces capital federal del Brasil, donde fue contratada por el canal TV Rio. Lanzó su tercer álbum, Convite para ouvir Maysa II, muy elogiado por los críticos y un éxito notable de ventas, con la canción Meu mundo caiu como el tema del año, se tornó en la cantante mejor paga del país.

### Los años sesenta: el apogeo
Durante los años sesenta, Maysa mejoró su técnica vocal, registrada en discos de gran calidad el apogeo de su carrera. Adhirió al movimiento de la bossa nova que recién aparecía y emprendió gran cantidad de giras por el mundo.
Realizó presentaciones en Japón, Buenos Aires, Montevideo, Lima, Caracas, Bogotá, Puerto Rico y México. También actuó en París, Lisboa, Madrid, Nueva York, Italia, Marruecos y Angola. En 1960 y 1961 realizó presentaciones en Estados Unidos, donde grabó el legendario álbum Maysa sings songs before dawn (Maysa canta canciones antes del amanecer), para la discográfica Columbia Records.
Entre sus grabaciones en otros idiomas se destaca La voz más expresiva del mundo (1960), precedida de un cover de You better go now de Billie Holiday y de Ne me quitte pas de Jacques Brel, que se convertiría en su canción más exitosa fuera del Brasil, y que Pedro Almodóvar incluiría luego en la película La ley del deseo (1986).
En 1963, realizó un histórico concierto en el Teatro Olympia de París y en 1966 participó en el II Festival de la Música Popular Brasileña organizado por el canal TV Record, y en el I Festival Internacional de la Canción. En este último alcanzó el tercer lugar en la fase nacional y el premio a la mejor intérprete brasileña del festival, con la canción Dia das Rosas de Luiz Bonfá y Maria Helena Toledo.

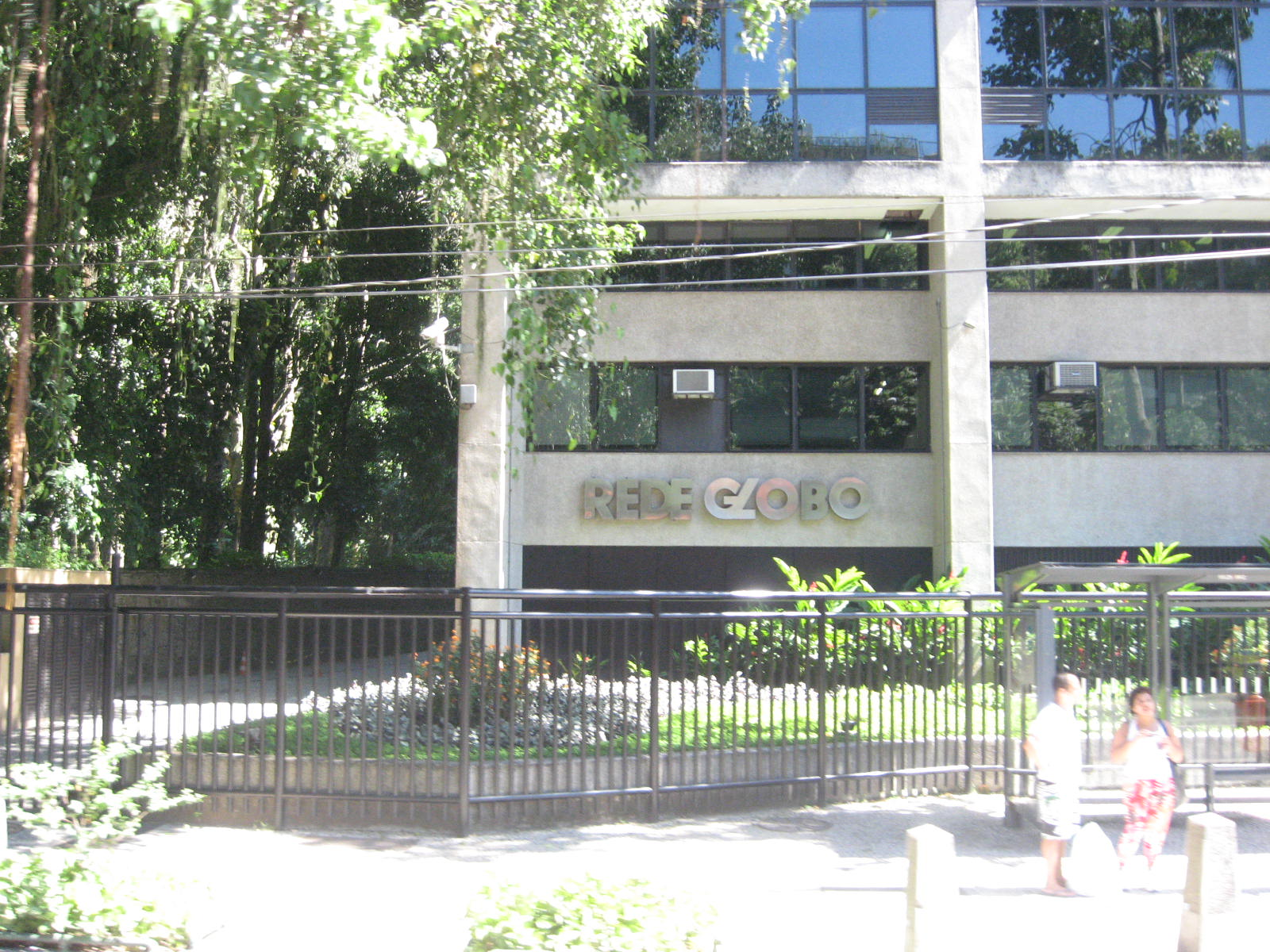
Sede de la Rede Globo en Río de Janeiro, donde Maysa interpretó el papel de Simone en la telenovela O Cafona (1971), que marcó una época en la televisión brasileña.

Durante su relación con Miguel Azanza ―entre 1963 y 1969― se radicó en España.
En 1968 grabó en un simple la inédita Pálida ausencia, de Luis Eduardo Aute y cantó tres temas de Ennio Morricone incluidos en la banda sonora de la película hispano-italiana Go-Go (Giuliano Montaldo, 1968), con Janet Leigh y Klaus Kinski.
Finalizado su matrimonio con Miguel Azanza, retornó al Brasil en 1969. Estrenó Maysa Especial con Ítalo Rossi en el canal TV Tupi de Río, y realizó el espectáculo A Maysa de hoje (La Maysa de hoy), grabado también en disco, con un gran éxito de crítica y público, uno de los espectáculos más famosos de la historia de la música brasileña.

### Años setenta: alejamiento y muerte
En 1970, Maysa lanzó su álbum Ando só numa multidão de amores (Ando sola en una multitud de amores), el mejor de su carrera, aunque no tuvo el éxito de ventas esperado. Muy decepcionada, se volcó a la actuación. 
Apareció en 1971 en la telenovela O Cafona de la Rede Globo, interpretó al personaje de Simone, su alter ego. Su personaje se hizo famoso, al igual que la novela que marcó una época para la televisión brasileña, y Maysa ganó por ese trabajo el premio Coadjuvante de Ouro a la mejor actriz de reparto. Ese año, en la telenovela Bel-Ami de la TV Tupi, interpretó el papel de Márica, pero, insatisfecha con su personaje y el rumbo de la trama, terminó abandonando la obra. Poco después puso en escena la obra teatral Woyzeck de Georg Büchner, que fue un enorme fracaso.
Participó en otras producciones como O Cafona, Bel-Ami y el espectáculo Woyzeck de Georg Büchner.
Desde fines de 1972, se apartó del medio artístico y se retiró a vivir en una casa sobre la playa de Maricá, en el litoral fluminense, donde pasaba los fines de semana. Allí vivió hasta el fin de su vida en compañía de su novio, el actor Carlos Alberto. Durante este período, casi no grabó discos ni hizo presentaciones, y limitó sus apariciones en los medios.
En 1975 realizó su última temporada en locales musicales, en la boite Igrejinha, de São Paulo.
El 22 de enero de 1977, cerca de las 5 de la tarde, tuvo un trágico accidente automovilístico en el puente Río-Niteroi, cuando iba camino a su casa de la playa, a alta velocidad.
En una de sus últimas anotaciones personales en su diario había escrito:

Hoy es noviembre de 1976, soy viuda, tengo 40 años, 20 de carrera y soy una mujer sola. ¿Qué dirá el futuro?
Maysa

## Estilo musical
Las canciones y composiciones que integraron el repertorio de Maysa fueron escogidas a medida de su timbre de voz, marcada por la melancolía y la tristeza, al punto de tornarse emblemática del género fossa o samba-canción.
En su época, también se destacaron cantantes como Nora Ney, Ângela Maria y Dolores Duran. El género ha sido comparado con el bolero, por la exaltación del amor-romântico o por el sufrimiento de un amor no correspondido. El samba-canción, surgido en los años treinta, antecedió al movimiento de la bossa nova, surgido en 1958), con el cual Maysa también se identificó. La bossa nova significó un refinamiento y una suavización de las melodías e interpretaciones, en detrimento del drama del samba-canción. El legado de Maysa se encuentra entre la bossa nova y el samba-canción.
Maysa compuso 30 canciones en una época en la que pocas mujeres componían. Tenía un estilo de canto intimista, a partir de una técnica gutural, de profunda tensión afectiva. Entre sus interpretaciones antológicas se encuentran Chão de estrelas (Sílvio Caldas y Orestes Barbosa), en 1974, y Ne me quitte pas, en 1976. Otras canciones destacadas de su repertorio son Ouça, Meu mundo caiu, Tarde triste, Resposta, Adeus, Felicidade infeliz, Diplomacia y O Que?, todas de su autoría.
El estilo Maysa influenció mucho a su generación, se nota en cantores y compositores, como Ângela Rô Rô, Leila Pinheiro, Fafá de Belém, Simone, Cazuza y Renato Russo.

## Discografía

### Álbumes de estudio
- Convite para ouvir Maysa (1956).
- Maysa (1957)|Maysa (1957).
- Convite para ouvir Maysa n. 2 (1958).
- Convite para ouvir Maysa n. 3 (1958).
- Convite para ouvir Maysa n. 4 (1959).
- Maysa é Maysa... é Maysa... é Maysa (1959).
- Voltei (1960).
- Maysa canta sucessos (1960).
- Maysa sings songs before dawn (1961).
- Maysa, amor... e Maysa (1961).
- Barquinho (1961).
- Canção do amor mais triste (1962).
- Maysa (1964).
- Maysa (1966).
- Maysa (1969).
- Canecão apresenta Maysa (1969).
- Ando só numa multidão de amores (1970).
- Maysa (1974).

| - Maysa (1959). - Favela (1962). - Maysa (1963). - Dia das rosas (1966). - Reza (1968). - Ave Maria dos retirantes (1969). - Esse nosso olhar (1959). - Ad ogni costo (1967). - Et maintenant (1968). - Pálida ausência (1968). - San Juanito (1969). - Love story (1971). - Tema de Simone (1971). - Palavras, palavras (1972). - Tema de Bravo! (1975). - Rio - Cidade Maravilhosa (1960). - Irmãos Coragem (1970). Banda sonora de la telenovela de la Red Globo. - Bandeira 2 (1971). Banda sonora de la telenovela de la Red Globo. | - Os grandes sucessos de Maysa (1959). - A música de Maysa (1960). - Ternura... é Maysa (1965). - Canecão apresenta Maysa (1969). - Dois na Fossa - Maysa & Tito Madi (1975). - Para sempre Maysa (1977). - Bom é querer bem (1978). - Retrospecto vol. 3 (1979). - Convite para ouvir Maysa (1988). - Maysa por ela mesma (1991). - Tom Jobim por Maysa (1993). - Maysa (1996). - Bossa nova por Maysa (1997). - Simplesmente Maysa (2000). - Quatro em Um - Volume 13 (2001). - Retratos - Maysa (2004). - Novo millennium (2005). - Quando fala o coração (2009). |